# Formica

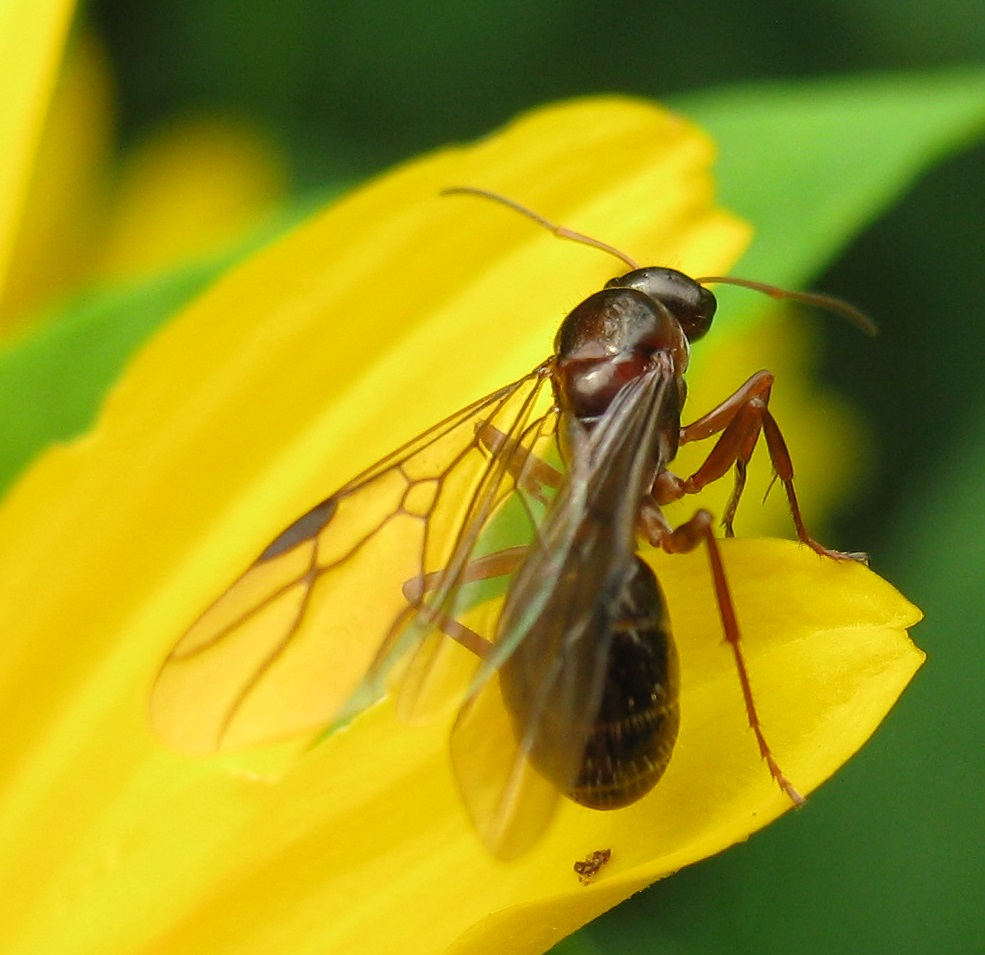
Formica neogagates ejemplar alado.

Formica es un género de hormigas de la subfamilia Formicinae. Es el género tipo y, por tanto, el que da nombre a la familia Formicidae. Se distribuyen por el Holártico, Centroamérica y región indomalaya.
Miden entre 4 y 8 mm.

## Hábitat
Habitan zonas boscosas, con abundante material con el cual construyen sus nidos. F. lugubris es una especie que tolera lugares sombreados. Sin embargo, en general necesitan luz y sus colonias raramente prosperan en lugares de vegetación densa.
La mayoría de las especies, especialmente fuera del grupo de especies grupo Formica rufa, habitan lugares abiertos o con vegetación arbustiva. En Norteamérica tales hábitats se caracterizan por incendios periódicos, que solían mantenerlos abiertos antes de la llegada de los europeos. La conversión a agricultura y reducción de incendios han cambiado la abundancia de la mayoría de las especies de este género. En Europa, la terminación de la tradicional colección de heno ha tenido el mismo efecto. Sin embargo, unas pocas especies de Formica se encuentran en una variedad de hábitat, desde ciudades, la costa del mar, praderas, pantanos hasta bosques templados.
En zonas suburbanas se suelen encontrar cerca de edificios, en veredas o aceras, vallas y cimientos de edificios.

## Nidos
Las especies que habitan en bosques, como  F. rufa, construyen hormigueros que tienen un efecto considerable en su hábitat. Los nidos son de una gran variedad, desde unos con una simple entrada y cámara hasta grandes montículos de estructura compleja. Ninguna especie hace nidos en árboles.

## Especies
Hay por lo menos 290 especies viviente y 59 especies extintas reconocidas en 2018.
Algunas especies:
- Formica abdominalis Latreille, 1802
- Formica accreta Francoeur, 1973
- Formica adamsi Wheeler, W.M., 1909
- Formica adelungi Forel, 1904
- Formica aegyptiaca Fabricius, 1775
- †Formica aemula Heer, 1867
- Formica aequalis Walker, 1871
- Formica aerata Francoeur, 1973
- Formica affinis Leach, 1825
- Formica albipennis Fabricius, 1793
- †Formica alsatica Théobald, 1937
- Formica altayensis Xia & Zheng, 1997
- Formica altipetens Wheeler, W.M., 1913
- Formica amyoti Le Guillou, 1842
- Formica anatolica Seifert & Schultz, 2009
- Formica animosa Forskål, 1775
- †Formica annosa LaPolla & Greenwlalt, 2015
- Formica approximans Wheeler, W.M., 1933
- Formica aquilonia Yarrow, 1955
- †Formica arcana Scudder, 1877
- Formica archboldi Smith, M.R., 1944
- Formica arenicola Buckley, 1866
- Formica argentea Wheeler, W.M., 1912
- Formica aserva Forel, 1901
- Formica aseta Chang & He, 2002
- Formica aterrima Cresson, 1865
- Formica atra Schilling, 1839
- †Formica auxillacensis Piton, 1935
- †Formica bauckhorni Meunier, 1915
- Formica beijingensis Wu, 1990
- †Formica biamoensis Dlussky, Rasnitsyn & Perfilieva, 2015
- Formica bicolor Leach, 1825
- Formica biophilica Trager, 2007
- Formica bradleyi Wheeler, W.M., 1913
- Formica breviscapa Chang & He, 2002
- Formica browni Francoeur, 1973
- Formica bruni Kutter, 1967
- †Formica buphthalma Novak, O., 1878
- Formica californica (Creighton, 1950)
- Formica calviceps Cole, 1954
- Formica canadensis Santschi, 1914
- Formica candida Smith, F., 1878
- †Formica cantalica Piton, 1935
- †Formica ceps Zhang, 1989
- Formica chufejif Forskål, 1775
- Formica ciliata Mayr, 1886
- Formica cinerea Mayr, 1853
- Formica cinereofusca Karavaiev, 1929
- Formica clara Forel, 1886
- Formica clarissima Emery, 1925
- †Formica cockerelli Carpenter, 1930
- Formica coloradensis Creighton, 1940
- Formica comata Wheeler, W.M., 1909
- Formica conica Fabricius, 1798
- Formica connecticutensis Buckley, 1866
- Formica corsica Seifert, 2002
- Formica creightoni Buren, 1968
- Formica criniventris Wheeler, W.M., 1912
- Formica cunicularia Latreille, 1798
- Formica curiosa Creighton, 1935
- Formica dachaidanensis Chang & He, 2002
- Formica dakotensis Emery, 1893
- Formica decipiens Bondroit, 1918
- Formica delinghaensis Chang & He, 2002
- †Formica demersa Heer, 1849
- Formica densiventris Viereck, 1903
- Formica didyma Fabricius, 1782
- Formica difficilis Emery, 1893
- Formica dirksi Wing, 1949
- Formica dislocata Say, 1836
- Formica dolosa Buren, 1944
- Formica dusmeti Emery, 1909
- Formica elevata Fabricius, 1782
- Formica elongata Fabricius, 1787
- Formica emeryi Wheeler, W.M., 1913
- †Formica eoptera Cockerell, 1923
- Formica exsecta Nylander, 1846
- Formica exsectoides Forel, 1886
- Formica exsectorubens Ruzsky, 1905
- Formica fatale Christ, 1791
- Formica fennica Seifert, 2000
- Formica ferocula Wheeler, W.M., 1913
- †Formica flavifemoralis Zhang, Sun & Zhang, 1994
- †Formica flori Mayr, 1868
- Formica foetens Olivier, 1792
- Formica foreli Bondroit, 1918
- Formica foreliana Wheeler, W.M., 1913
- Formica forsslundi Lohmander, 1949
- Formica fossaceps Buren, 1942
- †Formica fragilis Heer, 1867
- Formica francoeuri Bolton, 1995
- Formica frontalis Santschi, 1919
- Formica fukaii Wheeler, W.M., 1914
- Formica fuliginothorax Blacker, 1992
- Formica fusca Linnaeus, 1758
- Formica fuscescens Gmelin, 1790
- Formica fuscicauda Motschoulsky, 1863
- Formica fuscocinerea Forel, 1874
- Formica gagates Latreille, 1798
- Formica gagatoides Ruzsky, 1904
- Formica georgica Seifert, 2002
- Formica gerardi
- †Formica gibbosa Presl, 1822
- Formica glabra Gmelin, 1790
- Formica glabridorsis Santschi, 1925
- Formica glacialis Wheeler, W.M., 1908
- Formica glauca Ruzsky, 1896
- †Formica globiventris Heer, 1849
- Formica gnava Buckley, 1866
- †Formica grandis Carpenter, 1930
- Formica gravelyi Mukerjee, 1930
- †Formica gravida Heer, 1849
- †Formica gustawi Dlussky, 2002
- Formica gynocrates Snelling, R.R. & Buren, 1985
- Formica hayashi Terayama & Hashimoto, 1996
- †Formica heteroptera Cockerell, 1920
- Formica hewitti Wheeler, W.M., 1917
- Formica hirta Gravenhorst, 1807
- †Formica horrida Wheeler, W.M., 1915
- †Formica immersa Heer, 1849
- Formica impexa Wheeler, W.M., 1905
- Formica incerta Buren, 1944
- Formica incisa Smith, F., 1858
- Formica indianensis Cole, 1940
- Formica inequalis Lowne, 1865
- Formica insultans Forskål, 1775
- Formica integra Nylander, 1856
- Formica integroides Wheeler, W.M., 1913
- Formica japonica Motschoulsky, 1866
- Formica kashmirica Stärcke, 1935
- Formica knighti Buren, 1944
- †Formica kollari Heer, 1867
- Formica kozlovi Dlussky, 1965
- Formica kupyanskayae Bolton, 1995
- †Formica kutscheri Dlussky, 2008
- Formica laeviceps Creighton, 1940
- Formica lasioides Emery, 1893
- †Formica latinodosa Théobald, 1937
- †Formica lavateri Heer, 1849
- Formica lemani Bondroit, 1917
- Formica lepida Wheeler, W.M., 1913
- Formica limata Wheeler, W.M., 1913
- Formica lincecumii Buckley, 1866
- †Formica linquensis Zhang, 1989
- Formica liogaster Chang & He, 2002
- Formica liopthalma Chang & He, 2002
- Formica litoralis Kuznetsov-Ugamsky, 1926
- †Formica longicollis Heer, 1849
- Formica longipilosa Francoeur, 1973
- †Formica lucida Giebel, 1856
- Formica lugubris Zetterstedt, 1838
- Formica lutea Duméril, 1860
- †Formica luteola Presl, 1822
- †Formica macrocephala Heer, 1849
- †Formica macrognatha Presl, 1822
- †Formica macrophthalma Heer, 1849
- Formica maculata Geoffroy, 1785
- †Formica maculipennis Théobald, 1935
- Formica malabarica Schrank, 1837
- Formica maligna Forskål, 1775
- Formica manchu Wheeler, W.M., 1929
- Formica manni Wheeler, W.M., 1913
- †Formica martynovi Popov, 1933
- Formica maxillosa Fabricius, 1775
- Formica melanophthalma Reich, 1793
- Formica melanopis Gmelin, 1790
- Formica mesasiatica Dlussky, 1964
- Formica microgyna Wheeler, W.M., 1903
- Formica microphthalma Francoeur, 1973
- Formica miniocca Chang & He, 2002
- Formica minuta Lowne, 1865
- Formica moki Wheeler, W.M., 1906
- Formica molestans Latreille, 1802
- Formica montana Wheeler, W.M., 1910
- Formica montaniformis Kuznetsov-Ugamsky, 1929
- Formica montivaga Santschi, 1928
- Formica morsei Wheeler, W.M., 1906
- Formica mucescens Wheeler, W.M., 1913
- Formica nana Latreille, 1802
- Formica neoclara Emery, 1893
- Formica neogagates Viereck, 1903
- Formica neorufibarbis Emery, 1893
- Formica nepticula Wheeler, W.M., 1905
- Formica nevadensis Wheeler, W.M., 1904
- †Formica nigra Presl, 1822
- Formica nigropratensis Betrem, 1962
- Formica nitida Razoumowsky, 1789
- Formica nortonii Buckley, 1866
- Formica novaanglae Buckley, 1866
- †Formica oblita Heer, 1867
- Formica obscuripes Forel, 1886
- Formica obscuriventris Mayr, 1870
- Formica obsidiana Emery, 1923
- Formica obsoleta Linnaeus, 1758
- †Formica obtecta Heer, 1849
- Formica obtusopilosa Emery, 1893
- †Formica obvoluta Heer, 1849
- Formica occidentalis Buckley, 1866
- Formica occulta Francoeur, 1973
- †Formica oculata Heer, 1849
- Formica omnivora Linnaeus, 1758
- Formica opaciventris Emery, 1893
- Formica orangea Seifert & Schultz, 2009
- †Formica orbata Heer, 1849
- Formica oreas Wheeler, W.M., 1903
- Formica oregonensis Cole, 1938
- †Formica ovala Zhang, 1989
- Formica ovata Reich, 1793
- Formica pachucana Francoeur, 1973
- Formica pacifica Francoeur, 1973
- †Formica palaeopolonica Dlussky, 2008
- †Formica paleosibirica Dlussky, Rasnitsyn & Perfilieva, 2015
- Formica pallidefulva Latreille, 1802
- Formica pallidelutea Latreille, 1802
- Formica pallipes Latreille, 1787
- Formica pamirica Dlussky, 1965
- Formica paralugubris Seifert, 1996
- †Formica parexsecta Dlussky & Putyatina, 2014
- †Formica parvula Presl, 1822
- Formica pergandei Emery, 1893
- Formica perpilosa Wheeler, W.M., 1913
- Formica persica Seifert & Schultz, 2009
- †Formica phaethusa Wheeler, W.M., 1915
- Formica phyllophila Jerdon, 1851
- Formica picea Nylander, 1846
- Formica picipes Reich, 1793
- Formica pisarskii Dlussky, 1964
- †Formica pitoni Théobald, 1935
- Formica planipilis Creighton, 1940
- Formica podzolica Francoeur, 1973
- Formica politurata Buckley, 1866
- Formica polyctena Foerster, 1850
- Formica postoculata Kennedy & Dennis, 1937
- Formica pratensis Retzius, 1783
- Formica pressilabris Nylander, 1846
- †Formica primitiva Heer, 1849
- †Formica primordialis Heer, 1849
- †Formica procera Heer, 1849
- Formica prociliata Kennedy & Dennis, 1937
- Formica propatula Francoeur, 1973
- Formica propinqua Creighton, 1940
- Formica puberula Emery, 1893
- †Formica pulchella Heer, 1849
- Formica pulla Francoeur, 1973
- Formica pusilla De Geer, 1773
- Formica pyrenaea Bondroit, 1918
- †Formica quadrata Holl, 1829
- Formica querquetulana Kennedy & Dennis, 1937
- †Formica radchenkoi Dlussky, 2008
- Formica ravida Creighton, 1940
- Formica rediana Leach, 1825
- Formica reflexa Buren, 1942
- Formica retecta Francoeur, 1973
- †Formica robusta Carpenter, 1930
- Formica robusta Chang & He, 2002
- Formica rostrata Fabricius, 1787
- Formica rubescens Leach, 1825
- Formica rubicunda Emery, 1893
- Formica rufa Linnaeus, 1761
- Formica rufibarbis Fabricius, 1793
- Formica ruficeps Motschoulsky, 1863
- Formica ruficornis Gmelin, 1790
- Formica rufolucida Collingwood, 1962
- Formica rupestris Leach, 1825
- Formica sanguinea Latreille, 1798
- Formica selysi Bondroit, 1918
- Formica sentschuensis Ruzsky, 1915
- †Formica sepulta Théobald, 1937
- †Formica serresi Théobald, 1937
- †Formica seuberti Heer, 1850
- Formica sibylla Wheeler, 1913
- Formica sinensis Wheeler, 1913
- Formica spatulata Buren, 1944
- †Formica strangulata Wheeler, 1915
- Formica strenua Haliday, 1836
- Formica subaenescens Emery, 1893
- Formica subcyanea Wheeler, 1913
- Formica subelongata Francoeur, 1973
- Formica subintegra Wheeler, 1908
- Formica subnitens Creighton, 1940
- Formica subpilosa Ruzsky, 1902
- Formica subpolita Mayr, 1886
- Formica subsericea Say, 1836
- Formica suecica Adlerz, 1902
- †Formica surinamensis Berendt, 1830
- Formica talbotae Wilson, 1977
- Formica tarimica Seifert & Schultz, 2009
- Formica tianshanica Seifert & Schultz, 2009
- Formica transkaucasica Nasonov
- Formica transmontanis Francoeur, 1973
- Formica triangularis Say, 1836
- †Formica trigona Presl, 1822
- †Formica tripartita Théobald, 1937
- Formica truncorum Fabricius, 1804
- Formica ulkei Emery, 1893
- †Formica ungeri Heer, 1850
- Formica uralensis Ruzsky, 1895
- Formica villiscapa Chang & He, 2002
- Formica vinculans Wheeler, 1913
- Formica wheeleri Creighton, 1935
- Formica wongi Wu, 1990
- Formica xerophila Smith, 1939
- Formica yessensis Wheeler, 1913
- Formica yoshiokae Wheeler, 1933
- †Formica zherikhini Dlussky, 2008